# Girl Interrupted
Girl Interrupted es un álbum de hip hop del 2002 de la rapera Ms. Jade. Incluye los sencillos "Big Head" y "Ching Ching" (con Timbaland y Nelly Furtado).
Todos los tracks son producidos por Timbaland, excepto los tracks 3 y 17, los cuales son producidos respectivamente por The Neptunes y Dan & Jay, Joe Staxx, Maurice Wilcher.

## Lista de canciones
1. "Intro"
2. "Jade's a Champ"
3. "The Come Up"
4. "Ching Ching" (featuring Timbaland and Nelly Furtado)
5. "Get Away" (featuring Nesh)
6. "Ching Ching Pt. 2" (featuring Timbaland)
7. "Step Up"
8. "Interlude"
9. "Count It Off" (featuring Jay-Z)
10. "Whatcha Gon' Do" (featuring Timbaland)
11. "Really Don't Want My Love" (featuring Missy Elliott)
12. "Dead Wrong" (featuring Nate Dogg)
13. "Feel the Girl"
14. "Big Head"
15. "Different"
16. "Why U Tell Me That" (featuring Lil' Mo)
17. "Keep Ur Head Up" (featuring Nesh)

- Datos: Q5564397